# Denis Vaucher
Denis Louis Vaucher (Fleurier 18 februari 1898 - 24 februari 1993) was een Zwitsers militair.

## Carrière
Vaucher was onderdeel van de Zwitserse ploeg die deelnaam aan de Militaire patrouille tijdens de eerste Olympische Winterspelen in 1924. Vaucher won tijdens deze spelen met zijn ploeggenoten de gouden medaille.